# قصيدة إلينا وماريا
قصيدة إيلينا وماريا، والمعروفة ايضا باسم نقاش أو جدال إيلينا وماريا، هي قصيدة تنتمي للعصور الوسطى كتبت بلغة رومانسية مختلطة تجمع بين القشتالية، الأستورليونية والجاليكو-برتغالية في القرن الثالث عشر. اختفت هذه القصيدة لعدة قرون، ولكن في بدايات القرن العشرين كشف العالم رامون مننديث بيدال الضوء عن المخطوطة غير المنشورة التي تعود إلى أواخر القرن الثالث عشر. والتي كانت جزءًا من مجموعة أملاك دوق ألبا."
هذا المخطوط الفريد الذي يُعتبر جوهرة ببليوجرافية على نفس مستوى "ملحمة السيد"، يوجد في المكتبة الوطنية الإسبانية منذ نوفمبر 2017، عندما تم شراؤه من مالكه السابق، "آل دوق ألبا". المخطوط صغير جداً في حجمه (65x55 مم) وحالة حفظه حساسة، ولكن قيمته تكمن بشكل خاص في كونه أحد النصوص الأصلية القليلة التي لا تزال موجودة من مناظرات القرون الوسطى القشتالية ويُعتقد أنه في الأصل، بسبب تجليده البسيط، قد كان ملكاً لأحد الشعراء الجوالة، وهو أمر شائع جداً حيث كان الشعراء يستخدمون هذا النوع من النصوص المجلدة كوسيلة لمساعدتهم على تذكرها قبل إلقائها. ومع ذلك، تشير نظريات أخرى إلى أنه كان موجهاً لبيئة البلاط الملكي رغم طبيعته الشعبية المفترضة وأنه كان مخصصاً للقراءة الخاصة للسيدات النبيلات وبلاطهن.
النص، الذي يعود تاريخه إلى حوالي عام 1280، غير مكتمل، حيث ينقصه البداية والنهاية. كما وصل إلينا، يتكون من 402 بيتًا غير متساوين الأطوال، بقافية، وتمتزج فيها القافية الساكنة مع المتحركة. يسجل النص النقاش بين شقيقتين، إلينا وماريا، حول العلاقة التي تربط كلتيهما برجل دين وفارس، وكان جوهر النقاش هو تحديد من منهما كان الزوج الأفضل.

## النقاش
الموضوع (الجدل حول ما إذا كان من الأفضل أن تكون عشيقة لرجل دين أم لفارس؛ أي، ما إذا كانت حياة إحداهما أفضل من الأخرى) ليس أصليًا، حيث أن الأعمال التي تناولت هذا الموضوع كثيرة باللغتين اللاتينية واللغات العامية. أقدمها هي "Altercatio Phyllidis et Florae" و"Romaricimontis Concilium". وفي اللغات الرومانسية، سنسلط الضوءعلى "Jugement d´Amour" و"Hueline et Eglantine"، حيث استفاد منها الشعر الإسباني.
النصوص التي تنتمي إلى هذا النوع الفرعي من المناظرات لها ثمان نقاط مشتركة:
1. تدور الأحداث في الربيع.
2. الخصمان هما امرأتان.
3. وصف لملابسهما.
4. صفات رجل الدين: لطيف، مؤدب، كريم.
5. العيب: ممل.
6. صفات الفارس: شجاع، يسعى إلى المجد من أجل سيدته.
7. hلعيوب: فقير، طائش.
8. الحكم النهائي.

## الخصائص
بشكل أو بآخر, هذه السمات موجودة في إيلينا وماريا, باستثناء الأولى والأخيرة للاسباب الخاصة بالمحتوى التي ذكرت في البداية. ولكن نصنا هذا يتمتع ايضا بسمات مميزة. ومن بين هذه السمات:
1. طابع شعراء الجوالة في البنية الشكلية
2. التركيز على السخرية المجتمعية
3. غياب عناصر الخيال والأسطورة
4. ندرة المقاطع الوصفية وبالتالي، تفوق الحوار
5. الراهب في قصيدتنا لا يظهر كشخص مثقف، بل كأباد، وهو مصطلح يُستخدم للإشارة إلى الكاهن المسؤول عن القداس والاعتراف.

## البنية
بالنسبة للبنية(الهيكل), فهناك ثلاثة أجزاء.
1. يمتد الجدل من البيت 1 إلى البيت 282. تناقش فيه شقيقتان شابتان من طبقة اجتماعية مرموقة ما إذا كان من الأفضل أن تكون صديقة لرجل دين أم لفارس. كما هو معتاد في هذا النوع من الأعمال، يتم مدح كل منهما وذمها، مما يظهر الجوانب الإيجابية والسلبية للطبقتين. يلفت الانتباه إلى أنه يتم التركيز بشكل خاص على الجوانب المادية ويتم تجاهل الجوانب الروحية.
2. بما أنهم لم يتفقوا, قرروا البحث عن حكم ليفصل بينهما, وفي هذه الحالة كان الملك أوريول الأبيات من (283 إلى 335) مخصصة لوصف هذا الملك وبلاطه.
3. الأبيات من 339 (ينقصهم 336-338) إلى 402 تحكي وصول الشقيقتين إلى البلاط وعرض خلافهما.